# Tatakoto
Tatakoto è un atollo appartenente all'arcipelago delle Isole Tuamotu nella Polinesia francese. È situato 1.182 km a est di Tahiti.